# Nunkajmy
Nunkajmy (deutsch Nohnkeim) ist ein kleiner Ort in der polnischen Woiwodschaft Ermland-Masuren und gehört zur Gmina Korsze (Stadt- und Landgemeinde Korschen) im Powiat Kętrzyński (Kreis Rastenburg).

## Geographische Lage
Nunkajmy liegt in der nördlichen Mitte der Woiwodschaft Ermland-Masuren, zwei Kilometer westlich der Stadt Korsze (deutsch Korschen) bzw. 20 Kilometer nordwestlich der Kreisstadt Kętrzyn (Rastenburg).

## Geschichte
Die heute zu Piaskowiec (Sandenberg) gehörende Ortschaft war bis 1945 ein Wohnplatz in der Gemeinde Glaubitten (polnisch Głowbity). Das einstige Vorwerk hieß vor 1414 Nonekaim, vor 1820 Nonkeim. Bis 1945 gehörte der Ort zum Kreis Rastenburg im Regierungsbezirk Königsberg in der preußischen Provinz Ostpreußen.
Mit dem gesamten südlichen Ostpreußen kam Nohnkeim 1945 in Kriegsfolge zu Polen und erhielt die polnische Namensform „Nunkajmy“. Eingebunden in Piaskowiec ist Nunkamjmy heute eine Ortschaft innerhalb der Stadt- und Landgemeinde Korsze (Korschen) im Powiat Kętrzyński (Kreis Rastenburg), bis 1998 der Woiwodschaft Olsztyn, seither der Woiwodschaft Ermland-Masuren zugehörig.

## Kirche
Bis 1945 war Nohnkeim in die evangelische Kirche Korschen in der Kirchenprovinz Ostpreußen der Kirche der Altpreußischen Union sowie in die katholische Kirche Sturmhübel (polnisch Grzęda) im damaligen Bistum Ermland eingepfarrt. Heute gehört Nunkajmy katholischerseits zur Pfarrei in Korsze im jetzigen Erzbistum Ermland, evangelischerseits zur Pfarrei Kętrzyn in der Diözese Masuren der Evangelisch-Augsburgischen Kirche in Polen.

## Verkehr
Nunkajmy liegt an einer untergeordneten Nebenstraße, die von Piaskowiec (Sandenberg) nach Głowbity (Glaubitten) führt. Głowbity war für längere Zeit nach 1945 auch die nächste Bahnstation an der – heute bereits in Korsze endenden – Bahnstrecke Białystok–Głomno.